# Plumas de caballo
Plumas de caballo (Horse Feathers en inglés) es la cuarta película de los hermanos Marx, producida por Paramount en 1932. Está protagonizada por Groucho Marx, Chico Marx, Harpo Marx, Zeppo Marx y Thelma Todd, y fue escrita por Bert Kalmar, Harry Ruby, S. J. Perelman, y Will B. Johnstone. Kalmar y Ruby también fueron los autores de la música original de la película. La mayoría de los gags de la producción provienen de la obra teatral de los Marx Fun in Hi Skule.

## Argumento
El argumento gira en torno a la peculiaridad del fútbol americano de los años 30, desde el sistema de juego hasta su indumentaria. Se enfrentan los equipos de dos universidades, donde el juego sucio y tácticas poco deportivas son la base de su plan de ataque para ganar el partido. Groucho Marx es un profesor de una de las universidades y Zeppo Marx, su inepto hijo. Sin embargo, los dos comparten a la misma muchacha: una interesada mujer pagada por la mafia para robar las instrucciones del juego al profesor Wagstaff. Chico Marx (Barovelli) y Harpo Marx (Pinky) hacen lo mismo, pero desde otro ángulo: reciben dinero de Wagstaff, involucrándose este con ellos en un juego sucio, dejándolos entrar para conocer chicas (Chico cierra el trato mientras Harpo quema libros) y para secuestrar a los dos mejores jugadores del equipo rival. Barovelli, tontamente, dice a un mafioso que apostó a favor del equipo al que lo han mandado a secuestrar a los jugadores. En cambio, este mafioso lo contrata para robar las señales y estropear el juego en favor de su equipo. Ellos salen mal librados de su intento de secuestro, pues quedan encerrados y los jugadores en el campo. Salen contrariados de su cautiverio, para integrarse al juego. Ya en este, tienen una serie de absurdas jugadas que los llevan a ganar un partido perdido. Al final, inexplicablemente, Groucho, Chico y Harpo terminan casándose con la mujer.

## Reparto
- Groucho Marx ... Profesor Quincy Adams Wagstaff
- Harpo Marx ... Pinky
- Chico Marx ... Baravelli
- Zeppo Marx ... Frank Wagstaff
- Thelma Todd ... Connie Bailey
- David Landau ... Jennings